# Nadin
«Nadin» — первая в России парикмахерская, штат которой состоит из глухих и слабослышащих людей. Открыта в 2012 году в Москве.
Закрылась в 2017-2018 году[когда?].

## История
Открыта в 2012 году слабослышащими Кириллом Васильевым и его женой, парикмахером Надеждой Шараповой.
Надежда испытывала сложности с работой, клиенты предпочитали слышащих мастеров и ей доставались только простые и низкооплачиваемые заказы. Для борьбы с дискриминацией супруги разработали проект парикмахерской для глухих. Проект стал одним из победителей конкурса «Социальный предприниматель-2011», организованного фондом «Наше будущее» и получил заём, в подборе помещения помогло Правительство Москвы. Открытие салона широко освещалось в прессе.
Принципиальной позицией фирмы было намерение нанимать только глухих и слабослышащих мастеров, при этом в числе клиентов и клиенты с нарушением слуха, и слышащие клиенты, но первым предоставляется скидка.